# Jefriem Eszba
Jefriem Aleksiejewicz Eszba (ros. Ефрем Алексеевич Эшба, ur. 7 marca 1893 we wsi Bedia w okręgu suchumskim, zm. 16 kwietnia 1939) – radziecki i abchaski działacz państwowy.

## Życiorys
Urodził się w abchaskiej rodzinie szlacheckiej. W latach 1913–1916 studiował na Uniwersytecie Moskiewskim (nie ukończył), w 1914 wstąpił do SDPRR(b), w marcu 1916 został aresztowany, we wrześniu 1916 zwolniony. W maju 1917 został przewodniczącym Komitetu Okręgowego SDPRR(b) w Suchumi, w lutym 1918 przewodniczącym Rady Suchumskiej, w kwietniu-maju 1918 był przewodniczącym Komitetu Wojskowo-Rewolucyjnego Abchazji, a od lipca do listopada 1918 komisarzem ds. górali Centralnego Komitetu Wykonawczego (CIK) Północnokaukskiej Republiki Radzieckiej. W grudniu 1918 został specjalnym pełnomocnikiem Ludowego Komisariatu ds. Narodowości RFSRR ds. górali Kaukazu, od kwietnia do czerwca 1919 był zastępcą przewodniczącego Centralnego Biura Komunistycznych Organizacji Narodów Wschodu przy KC RKP(b), w kwietniu 1919 podjął działalność podziemną w Gruzji. W listopadzie 1919 został aresztowany przez gruzińskie władze, w maju 1920 wypuszczony, w lipcu 1920 został zastępcą przewodniczącego Komitetu Wykonawczego Rady Miejskiej Jekaterynodaru, a w sierpniu 1920 przewodniczącym Łabinskiego Komitetu RKP(b). Od lutego 1921 do lutego 1922 ponownie był przewodniczącym Komitetu Wojskowo-Rewolucyjnego Abchazji, od lutego 1922 przewodniczącym CIK Abchaskiej ASRR, od 6 marca do października 1922 sekretarzem KC Komunistycznej Partii (bolszewików) Gruzji, a od października do grudnia 1922 ludowym komisarzem sprawiedliwości Gruzińskiej SRR. Od grudnia 1922 do 1924 był słuchaczem kursów marksizmu-leninizmu przy KC RKP(b), 1924-1925 pracował w Przedstawicielstwie Handlowym ZSRR w W. Brytanii, potem w Ludowym Komisariacie Inspekcji Robotniczo-Chłopskiej ZSRR, od stycznia 1926 do 1927 był sekretarzem odpowiedzialnym Biura Organizacyjnego KC WKP(b) na Czeczeński Obwód Autonomiczny i do sierpnia 1927 sekretarzem odpowiedzialnym Komitetu Obwodowego WKP(b) Czeczeńskiego Obwodu Autonomicznego. 18 grudnia 1927 został wykluczony z WKP(b) w ramach rozprawy z trockistami, w 1928 przywrócony w prawach członka partii, od 1928 kierował inspekcją spółki akcyjnej "Amtorg", 1930-1933 pracował w Ludowym Komisariacie Handlu Zagranicznego ZSRR. Od 1933 pracował w Centralnym Sektorze Weryfikacji i Wykonawstwa Ludowego Komisariatu Przemysłu Ciężkiego ZSRR, potem do 11 kwietnia 1936 był szefem Wydziału Planowego Maszyn Rachunkowych im. Dzierżyńskiego.
11 kwietnia 1936 został aresztowany, 15 kwietnia 1939 skazany na śmierć przez Wojskowe Kolegium Sądu Najwyższego ZSRR pod zarzutem szpiegostwa i założenia kontrrewolucyjnej organizacji terrorystycznej i następnego dnia rozstrzelany. 21 marca 1956 pośmiertnie zrehabilitowany.